# Luigi Bruzzano
Luigi Bruzzano (Monteleone di Calabria, 1º marzo 1838 – Monteleone di Calabria, 7 gennaio 1902) è stato un patriota e scrittore italiano.

## Biografia
Nacque a Monteleone di Calabria, l'odierna Vibo Valentia, e nella città natale compì gli studi secondari. Proseguì gli studi universitari a Catanzaro e seguì per tre anni il corso di letteratura tenuto da Liborio Manichini, discepolo di De Sanctis. Nel 1860 fu uno dei garibaldini calabresi che si raccolsero attorno a Francesco Stocco prima dello sbarco di Garibaldi sul continente. Luigi Bruzzano si trovava a Soveria Mannelli quando vennero disarmate le truppe di Francesco II, agli ordini del generale Ghio. Dopo l'Unità d'Italia, nel 1861, si recò a Napoli, dove pubblicò alcune poesie patriottiche composte durante il soggiorno a Catanzaro e che erano circolate fra gli studenti ai corsi di Manichini. Nel 1861 viene nominato professore del Regio Liceo Filangeri di Monteleone.
Si interessò ai problemi della cultura popolare. Fondò e diresse per molti anni (1888 – 1902) una rivista di studi meridionalistica La Calabria – Rivista di Letteratura Popolare. Scrisse inoltre la commedia Un amore segreto rappresentata nel Teatro Vibonese nel 1863. Altre sue opere sono un Saggio sulla fonetica monteleonese e due volumi di Novelle Greche di Roccaforte.